# Едвін Валеро
Едвін Валеро (ісп. Edwin Valero; 3 грудня 1981 — 19 квітня 2010) венесуельський боксер-професіонал. Непереможний чемпіон світу за версією WBA (2006—2008) у другій напівлегкій вазі та за версією WBC (2009—2010) у легкій вазі. Запам'ятався в історії як агресивний боєць з неймовірною нокаутуючою силою. Валеро єдиний чемпіон в історії WBC, що виграв усі свої бої нокаутом. В 2010 наклав на себе руки після звинувачення у вбивсті своє дружини. Світовий рекордсмен за кількістю нокаутів підряд у першому раунді (вісімнадцять).

## Біографія
2001 року потрапив у страшну аварію на мотоциклі. Йому довелося робити лоботомію.

### Смерть
26 березня поліція затримала Едвіна Валеро і висунула підозру у побитті дружини. Жінка боксера заперечувала факт побоїв і стверджувала, що впала зі сходів. В ході розслідування суд з'ясував про проблеми з алкоголем у Едвіна та виніс вирок про обов'язкове лікування у психіатричній лікарні терміном 6 місяців До цього випадку боксера звинувачували у побитті мами та сестри, однак згодом усі звинувачення були зняті.
18 квітня 2010 року діючий чемпіон WBC Едвін Валеро був затриманий за звинуваченням у вбивстві власної дружини. Поліція знайшла тіло його жінки з трьома ножовими пораненнями. Характерним було те, що сам Едвін Валеро подзвонив у поліцію і повідомив про вбивство, яке здійснили бандити, які начебто напали на них. Існує припущення, що він це зробив під впливом наркотичних та алкогольних речовин. Через деякий час після того, як приїхала поліція, боксер зізнався у вчиненому. Вже 19 квітня надійшла інформація про самогубство боксера, який повісився у тюремній камері, зробивши петлю з власного одягу. Коли наглядач побачив його, Валеро ще був живим, але врятувати його не вдалося. Після трагедії двоє дітей боксера залишилися круглими сиротами.

## Професіональна кар'єра
5 серпня 2006 року Валеро зустрівся в бою за титул чемпіона WBA у другій напівлегкій вазі з Вісенте Москуера (Панама). Валеро почав поєдинок у фірмовій манері, двічі відправивши чемпіона в нокдаун у першому раунді. Однак Москуера відновився і в третьому раунді відповів, відправивши Валеро в нокдаун, що став єдиним нокдауном Валеро в його кар'єрі. Після десяти виснажливих раундів, коли завжди наполегливий Москуера нарешті почав слабшати під безперервними жорсткими контратаками претендента, рефері зупинив поєдинок, зробивши Валеро чемпіоном.
4 квітня 2009 року вийшов на бій за вакантний титул WBC у легкій вазі з Антоніо Піталуа. Цей поєдинок став першим поєдинком Валеро в Сполучених Штатах з 2003 року. Після безпроблемного першого раунду Валеро правим хуком відправив Піталуа в нокдаун за кілька секунд після початку другого раунду. Піталуа зумів піднятися, але зазнав ще двох нокдаунів, після чого рефері зупинив бій.
6 лютого 2010 року провів останній бій проти Антоніо ДеМарко (Мексика). У другому раунді ДеМарко завдав удару з порушенням правил, зробивши велике розсічення на лобі Валеро. Але чемпіон продовжив бій і, переважаючи мексиканця у кожному раунді, змусив відмовитися того від продовження побиття в дев'ятому раунді.